# Mike Mignola

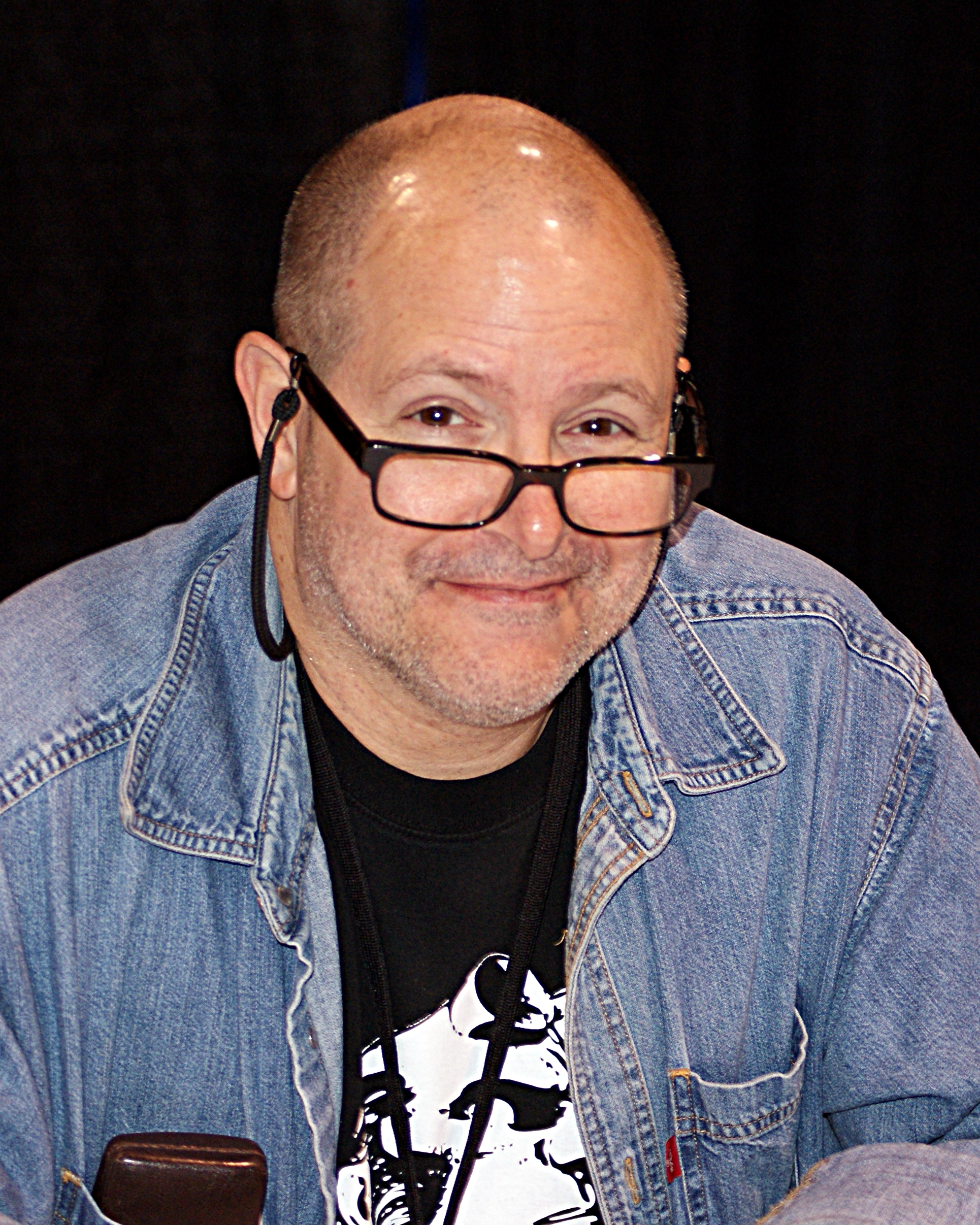
Mike Mignola, 2011

Mike Mignola (* 16. September 1960 in Berkeley, Kalifornien) ist ein US-amerikanischer Comicautor und -zeichner. Bekannt ist er vor allem durch seine Figur Hellboy.

## Leben

### Vor Hellboy
Mignolas Karriere begann 1983 als Zeichner der Marvel-Serien Daredevil und Power Man & Iron Fist, später folgten Titel wie Alpha Flight und eine Rocket-Raccoon-Miniserie.
1987 wechselte er zu DC Comics und zeichnete Phantom Stranger sowie The World of Krypton. Durch diese Arbeiten erregte er einige Aufmerksamkeit, sodass er 1988 einige wichtigere Jobs bekam, z. B. die Titelbilder für Batman: A Death in the Family, in welcher der zweite Robin stirbt und die Vorzeichnungen für Gotham by Gaslight, in der eine viktorianische Version von Batman auf Jack the Ripper trifft. Der Erfolg dieses 52-seitigen One-Shots führte zur Einführung von DCs Elseworlds-Segment, in der von alternativen Versionen bekannter DC-Charaktere erzählt wird.
Während der frühen 1990er-Jahre arbeitete Mignola an Serien wie Batman, Starman und fertigte Titelbilder für Marvel Comics. Francis Ford Coppola engagierte ihn für Designentwürfe und das Storyboard seines Films Bram Stoker’s Dracula. Dadurch zeichnete Mignola auch die Comicadaption.

### Hellboy
Bisher hatte Mignola immer mit Charakteren gearbeitet, an denen er keine Rechte besaß, wodurch er sich eingeschränkt fühlte. Zusammen mit Frank Miller und Dave Gibbons, damals zwei absolute Superstars der US-Comicszene, wechselte er zu Dark Horse Comics. Schon immer reizte es ihn mehr, Monster zu zeichnen. Also entwarf er als Titelhelden eines: Hellboy. Den ersten Auftritt hatte seine Figur 1993 in San Diego Comic Comic Comics #2, ein Jahr später folgte die erste längere Geschichte The Seed of Destruction.

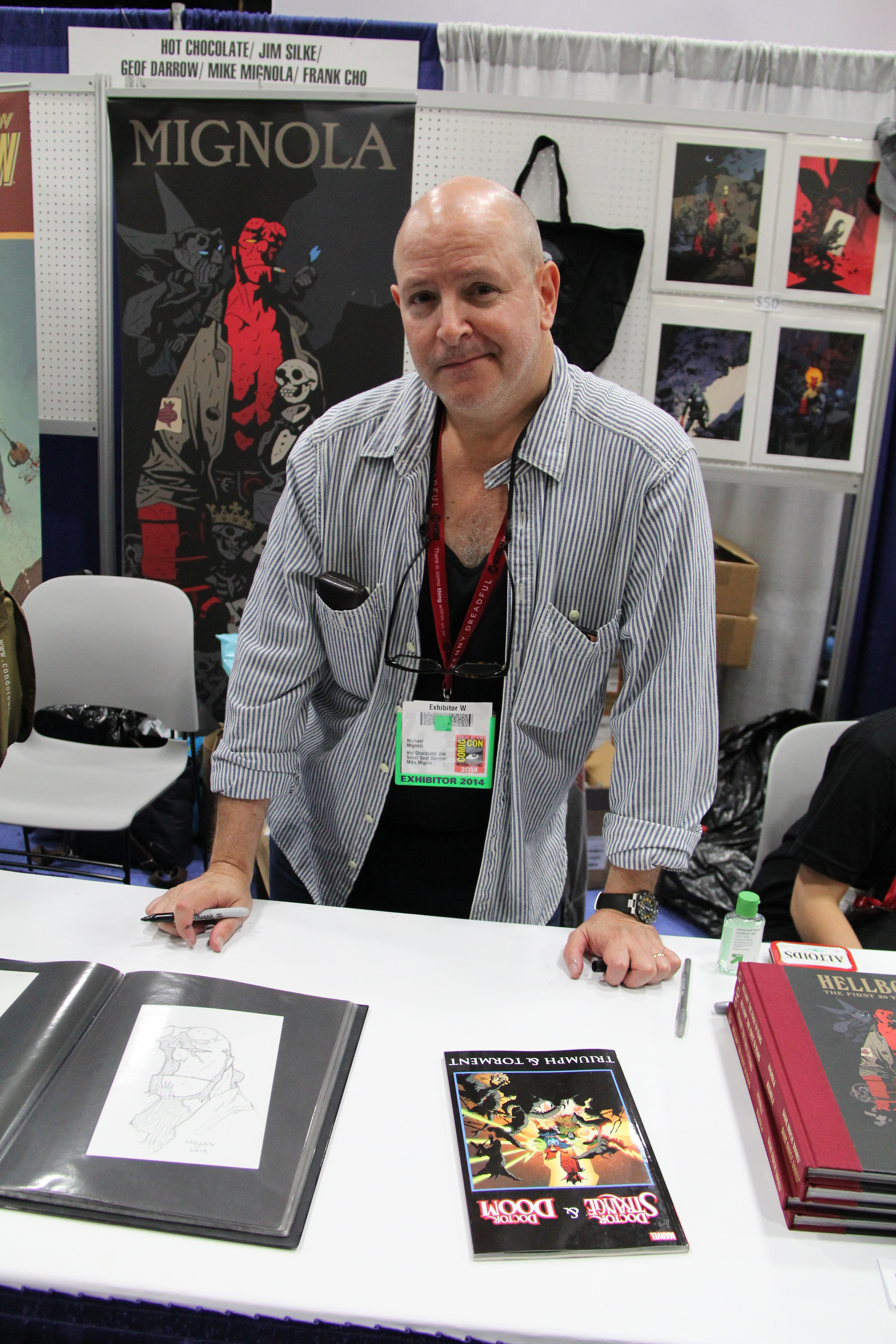
Mignola auf der San Diego Comic-Con (2014)

Hellboy wurde stark beeinflusst von Mignolas Vorlieben für Sagen, B-Filme, Geistergeschichten, Monster, H.P. Lovecraft und Pulp-Storys der 1940er- und 1950er-Jahre. Die Reihen über den paranormalen Ermittler wurden ein relativ großer Erfolg, sodass Mignola im Laufe der Jahre weitere Geschichten mit Hellboy schuf, und ihm Merchandising und sogar Crossover mit Figuren wie Batman und Painkiller Jane gönnte.
Vor Hellboy hatte Mignola keinerlei Erfahrung im Schreiben von Geschichten, sodass er bei den ersten Geschichten John Byrne als Autor engagierte. Ab der Kurzgeschichte Wolves of St. August agierte Mignola sowohl als Zeichner als auch als Autor.
Später ließ er auch andere Autoren und Zeichner Geschichten mit seinen Figuren erzählen, wodurch das Hellboy-Universum weiter ausgebaut werden konnte. Neue Serien und Spin-offs entstanden, so etwa B.P.R.D., Abe Sapien oder Lobster Johnson. Dem „Mignolaverse“ lassen sich mittlerweile über 50 Comicbände zuordnen, manche enger, manche nur lose verknüpft mit der Hellboy-Figur. Einige dieser Comics sind in Deutschland bei Cross Cult erschienen.
Hellboy wurde 2004 und 2008 erfolgreich von Guillermo del Toro mit Ron Perlman in der Titelrolle verfilmt. Im April 2019 wurde mit Hellboy – Call of Darkness eine weitere Leinwandadaption veröffentlicht, die diesmal jedoch nicht unter der Regie von del Toro entstand und auch nicht den erwarteten Abschluss einer Trilogie darstellt. Dazu Mignola im Interview mit der Berliner Zeitung: „Ich war bei beiden Projekten zu tief eingebunden, um objektiv zu sein. Mir war aber klar, dass del Toro sich von meiner Vorlage entfernen würde, auch wenn das oft schmerzte. Der neue Film erzählt die Geschichte nun noch einmal neu und bezieht sich dabei viel stärker auf die Comics. Insofern konnte ich bei meinem Besuch beim Filmset in Bulgarien nun tatsächlich die Seiten aus meinen Comics zum Leben erwachen sehen.“

### Nach Hellboy
Mignola schrieb 2011 zusammen mit Christopher Golden den Dark Horse Comic Joe Golem and the Drowning City, der im September 2012 in einer auf 1.000 Exemplare limitierten Auflage veröffentlicht wurde.
Mike Mignolas neues Werk ist Baltimore, eine Horrorgeschichte über einen Vampirjäger kurz nach dem Ersten Weltkrieg.
Vom 16. bis 20. Juli 2012 leitete er das B.P.R.D. Camp (Hellboy Camp) in Portland (Oregon).

## Bibliographie (Auswahl)
- 1986: Solomon Kane
- 1988: Cosmic Odyssey
- 1989: Cover für Batman: A Death in the Family
- 1989: Batman: Gotham by Gaslight
- 1990: Fafhrd and the Gray Mouser
- 1990: Wolverine: the Jungle Adventure (Text von Walter Simonson)
- 1991: Bram Stoker’s Dracula (basierend auf dem Roman und dem Film von Coppola)
- 1992: Ironwolf: Fires of the Revolution (Text von Howard Chaykin und John Francis Moore)
- 1993: San Diego Comic Con Comics # 2 (Text von John Byrne)
- 1994: Hellboy: Seed of Destruction (Text von John Byrne)
- 1995: Hellboy: The Chained Coffin
- 1996: Hellboy: Wake the Devil
- 2000: Batman: The Doom that came to Gotham
- 2001: Hellboy: Conquerer Worm
- 2001: BPRD: Hollow Earth Teaser (Text zusammen mit Christopher Golden und Tom Sniegoski; Zeichnungen von Ryan Snook und Curtis Arnold)
- 2002: The Amazing Screw-On Head
- 2002: Hellboy: The Third Wish
- 2004: BPRD: The Dead (5 Teile)
- 2004: BPRD: Plague of Frogs (5 Teile)
- 2004: BPRD: The Soul of Venice & Other Stories TPB
- 2005: Hellboy: The Island (2 Teile)
- 2005: BPRD: The Black Flame (6 Teile)
- 2006: Hellboy: Makoma (2 Teile)
- 2006: BPRD: The Universal Machine
- 2007: Lobster Johnson: The Iron Prometheus
- 2008: Abe Sapien: The Drowning
- 2008: BPRD: 1946
- 2009: BPRD: 1947
- 2010: Witchfinder: In the Service of Angels